# Герб Нефтекумского района
Герб Нефтеку́мского муниципального района Ставропольского края Российской Федерации — опознавательно-правовой знак, составленный и употребляемый в соответствии с правилами геральдики, служащий одним из официальных символов муниципального образования.
Утверждён 21 марта 2006 года решением Совета Нефтекумского района № 119 и внесён в Государственный геральдический регистр Российской Федерации с присвоением регистрационного номера 3889.

## Описание и обоснование символики
Геральдическое описание герба гласит:

В золотом щите, усеянном чёрными каплями, на лазоревой волнообразной о двух волнах главе две противообращённых золотых головки пшеничного колоса в пояс.— Решение Совета Нефтекумского муниципального района Ставропольского края от 21 марта 2006 года № 119
Герб является «гласным» («говорящим»), поскольку прямо указывает на название муниципального образования.
Лазоревая волнообразная глава и золотое поле щита, усеянное чёрными каплями, развивают тематику, заложенную в наименовании района — «Нефтекумский». Волнообразная глава символизирует водный бассейн района, к которому в том числе относится река с именем «Кума», присутствующем в сложносоставном слове «Нефтекумский». «Слеза» (капля) чёрного цвета (традиционный геральдический символ влаги, жидкости и нефти) призвана символизировать наличие нефтяных запасов в районе и первую часть сложносоставного слова «Нефтекумский». Золотые колосья и «слеза» (капля) отражают административно-хозяйственную аграрно-промышленную ориентацию района.
Символизм тинктур:
- золото символизирует просвещение, мужское начало, неподверженность порче, мудрость, стойкость, честь, богатство, свет, озарение, гармонию, истину;
- лазурь символизирует истину, интеллект, откровение, мудрость, лояльность, верность, постоянство, непорочность, чистые побуждения, безупречную репутацию, широту души, благоразумие, благочестие, мир, созерцание, цвет Терского казачьего войска;
- чернь символизирует цвет нефти, мудрость, таинство, аскезу, суровую неотвратимую справедливость, благоразумие, загадочность.

## История

### Герб 2005 года
В 2005 году при участии геральдической комиссии при губернаторе Ставропольского края был подготовлен такой проект герба Нефтекумского района:

Гербовый щит рассечён на две части. В правом золотом поле чёрные — нефтяные капли, а в чёрном левом поле — золотые нефтяные капли, и те, и другие на месте рассечения переменных цветов. Во главе щита лазоревая «река», обременённая золотым колосом.— Охонько Н. А. Символы малой родины
Символика герба отражала название района, его сельскохозяйственную специфику, нахождение на его территории запасов нефти («чёрного золота») и его географические особенности — расположение «на реке Куме и на границе Европы и Азии — степи и пустыни».
По настоянию администрации Нефтекумского района этот проект подвергся переработке: капли нефти сменило изображение нефтяной вышки; цветовая гамма также изменилась — теперь щит был рассечён пополам на зелень и золото. Зелень символизировала Европу, золото — Азию. Двухчастное деление поля щита символизировало границу между этими частями света, на которой находился район. В таком виде символика муниципального образования была утверждена на заседании районного совета 25 октября 2005 года. Принятый депутатами герб имел следующее описание:

Герб Нефтекумского муниципального района представляет собой четырёхугольный, с закруглёнными нижними углами, заострённый в оконечности трёхцветный геральдический щит. В рассечённом золото-зелёном поле щита под лазоревой волнообразной о двух волнах главой, обременённой двенадцатью золотыми колосьями в столб чёрная фонтанирующая нефтяная вышка.— 
После утверждения герб района и разработанный на его основе флаг были направлены на экспертизу в Геральдический совет при Президенте РФ. Государственная Герольдия не одобрила символику муниципального образования, мотивируя это тем, что «геральдический состав герба читается как дозорная башня, на вершине которой чёрное дерево, роняющее чёрные же плоды, что не отвечает толкованию символики герба». Руководству района было рекомендовано переработать герб, применив «традиционный геральдический знак нефти — чёрную каплю (либо многочисленные капли), например: в рассечённом золотом и чёрном поле… капли переменных тинктур без числа».

### Герб 2006 года
Разработку окончательного варианта герба района осуществил директор студии «Графика», член Союза художников России Игорь Леонидович Проститов, который, основываясь на рекомендациях Геральдического совета, исполнил его в виде золотого щита, усеянного чёрными каплями, и с лазоревой главой, обременённой золотыми колосьями. Символика герба заключала в себе название района. Капли символизировали нефть, волнообразная глава — реку Куму. Цвет щита отражал «этимологию названия реки, переводимого с тюркского языка как „песчаная“».
21 марта 2006 года герб и флаг Нефтекумского муниципального района были утверждены районным советом и после прохождения экспертизы в Геральдическом совете внесены в Государственный геральдический регистр под номерами 3889 и 3890.